# Konstancjusz II
Konstancjusz II (ur. 7 sierpnia 317, zm. 3 listopada 361) – cesarz rzymski od 9 września 337 do 3 listopada 361.

## Życiorys
Drugi z trzech synów Konstantyna I Wielkiego i Fausty, urodzony w Sirmium (dzisiejsza Sremska Mitrovica w Serbii). 9 września 337 otrzymał tytuł augustus oraz Egipt, Syrię, Azję Mniejszą i Trację. Walczył z królem Persów Szapurem II. Pod koniec 350 roku odrzucił propozycję poselstwa buntowników: Magnencjusza i Wetraniona. 25 grudnia 350 roku w Naissus Wetranion podporządkował się Konstancjuszowi i ocalił życie.
W marcu 351 roku mianował swojego kuzyna Konstancjusza Gallusa współwładcą. Magnencjusz podobnie mianował współcesarzem swojego brata Decencjusza. 28 września pod Mursą stoczyli bitwę, którą Konstancjusz wygrał, choć Magnencjuszowi udało się uciec.
Kolejna kampania wojny domowej doprowadziła w 353 roku do klęski Magnencjusza, który 10 sierpnia zamordował swoją rodzinę i popełnił samobójstwo. Jego brat Decencjusz powiesił się.
Jako cesarz był rzecznikiem arianizmu, który wcielał siłą za pomocą synodów w Arles (353), Mediolanie (355) i Béziers (356). Pod jego presją – np. w Mediolanie wszedł na zgromadzenie biskupów z obnażonym mieczem – potępiono na nich i skazano na zesłanie Atanazego Wielkiego, Hilarego z Poitiers, Dionizego z Mediolanu, papieża Liberiusza i Hozjusza z Kordoby.
Konstancjusz zmarł śmiercią naturalną w miejscowości Mobsukrene leżącej w pobliżu małoazjatyckiego miasta Tarsus 3 listopada 361 roku (Ammianus Marcellinus podaje, że miało to nastąpić po trzech dniach choroby, prawdopodobnie febry). Na łożu śmierci jako następcę wyznaczył swojego przeciwnika Juliana Apostatę.